# Bonaparte-Becken
Das Bonaparte-Becken (engl.: Bonaparte Basin) ist ein Sedimentbecken im Northern Territory von Australien.
In dem Sedimentbecken befinden sich etwa 5 km mächtige Gesteinsschichten auf Land, die im Ozean bis zu 17 km erreichen. Das Becken entstand vom Kambrium bis Känozoikum vor 540 bis 360 Millionen Jahren. Im Becken sind Kalksteine, Sandsteine, Tonsteine, Basalte, Kohle und eiszeitlichen Sedimente eingelagert. 
Das Sedimentbecken überlagert teilweise die Kalkaindji-Provinz, das Birrindudu-Becken und Wolfe-Becken.
Das Becken enthält signifikante Vorkommen von Uran, die in Sandsteinvorkommen mineralisiert wurden und es gibt Untersuchungen nach Erdöl und Erdgas.
Das Sedimentbecken tritt am Joseph Bonaparte Gulf hervor und erstreckt sich in den Ozean in den Wassern des Golfs und der Timorsee. Es überlagert teilweise die Pine-Creek-Orogen und das Fitzmaurice-Becken. 
Im Becken wurden sieben Erdölbohrungen vorgenommen, die geringe Vorkommen von Erdöl und Erdgas erschlossen. An Land gibt es ein Blei-, Zink-, Gold- und kleinere Kohlevorkommen. Geologische Untersuchungen nach Metallen und Eisen werden auf Land und im Golf nach Öl und Gas durchgeführt.